# Camponotus renggeri
Camponotus renggeri  (лат.) — вид муравьев из рода Camponotus.

## Распространение
Южная Америка.

## Описание
Среднего и крупного размера муравьи-древоточцы чёрного цвета (ноги желтоватые). Длина около 1 см. Тело блестящее и покрыто (особенно скапус усиков и ноги) многочисленными длинными щетинками золотисто-коричневого цвета. Стебелёк между грудкой и брюшком состоит из одного узловидного членика петиолюса, жало отсутствует. Усики рабочих и самок состоят из 12 члеников (13 члеников у самцов), булава отсутствует. Нижнечелюстные щупики состоят из 6 сегментов, нижнегубные щупики 4-члениковые.
Муравейники C. renggeri чаще обнаруживаются в густых сомкнутых высокоствольных лесах (cerradão, 78 % гнёзд), и реже в саванновых редколесьях и лесах, смешанных с кустарниками (Серрадо, cerrado sensu stricto; 22 %). Колонии поселяются в трех различных категориях гнезд (подземные, упавшие мертвые стволы деревьев, и стоящие мертвые деревья). В составе семьи от 105 до 340 рабочих и от 1 до 7 самок.

## Систематика
Вид был впервые описан в 1894 году итальянским энтомологом Карло Эмери под первоначальным названием Camponotus rufipes subsp. renggeri Emery, 1894 по материалам из Парагвая, а в 1912 году включён в состав подрод Myrmothrix и повышен до видового статуса. Близок к виду Camponotus rufipes.

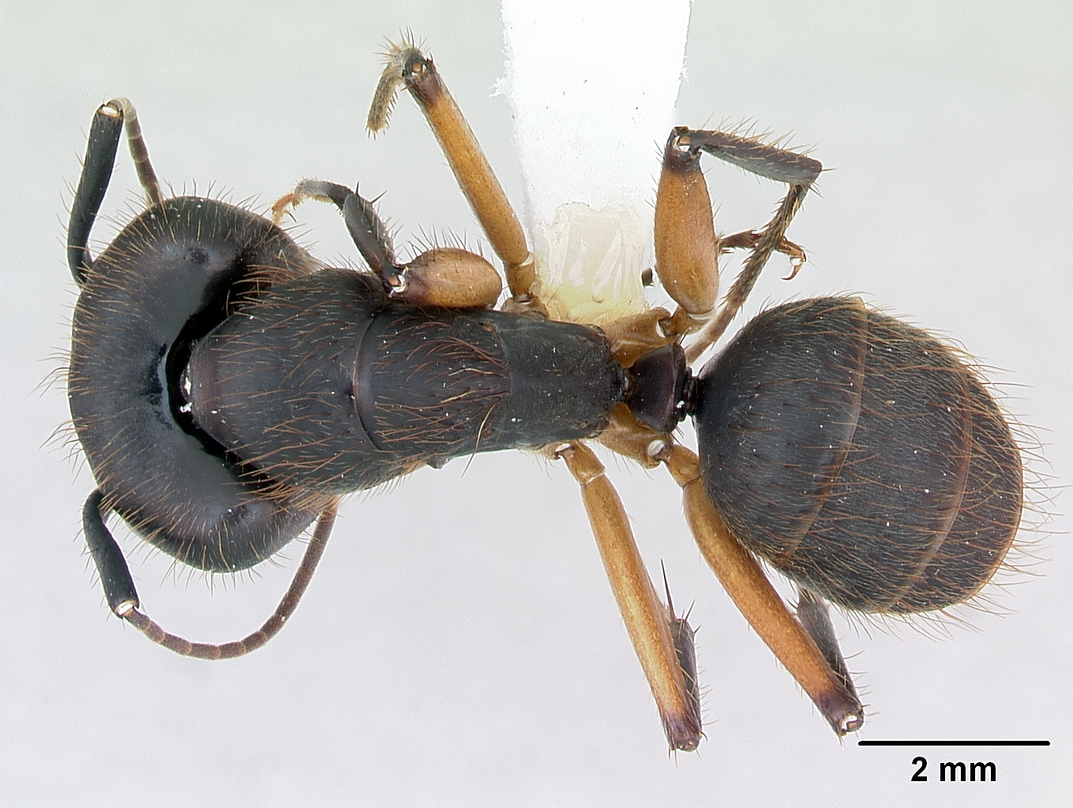
Солдат
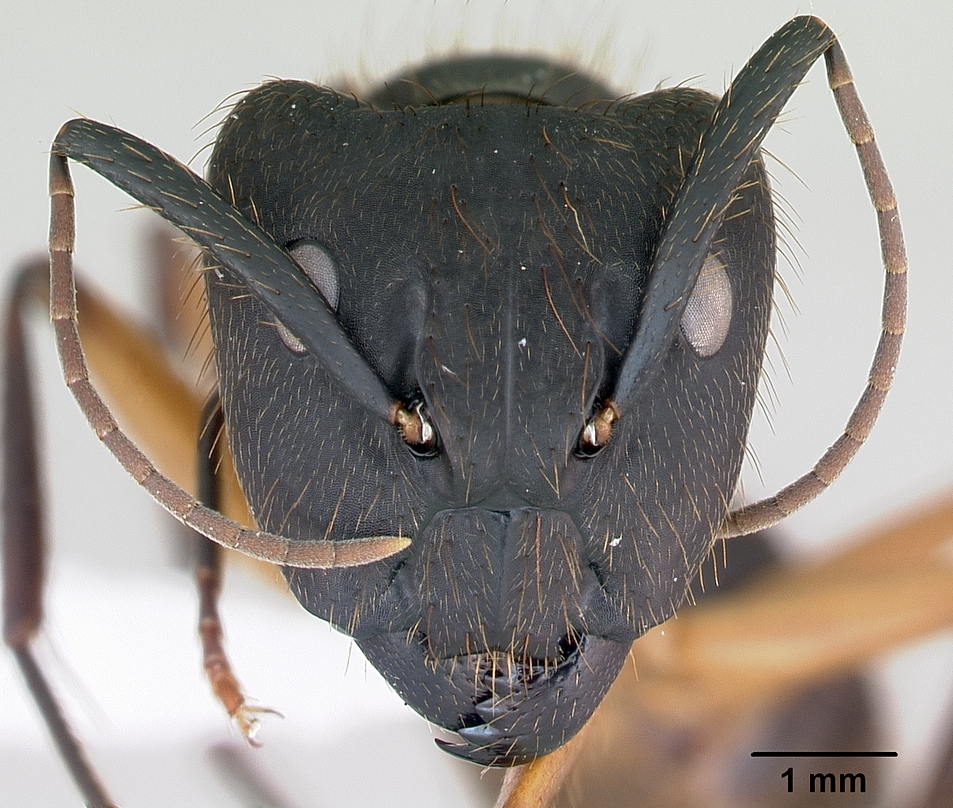
Солдат
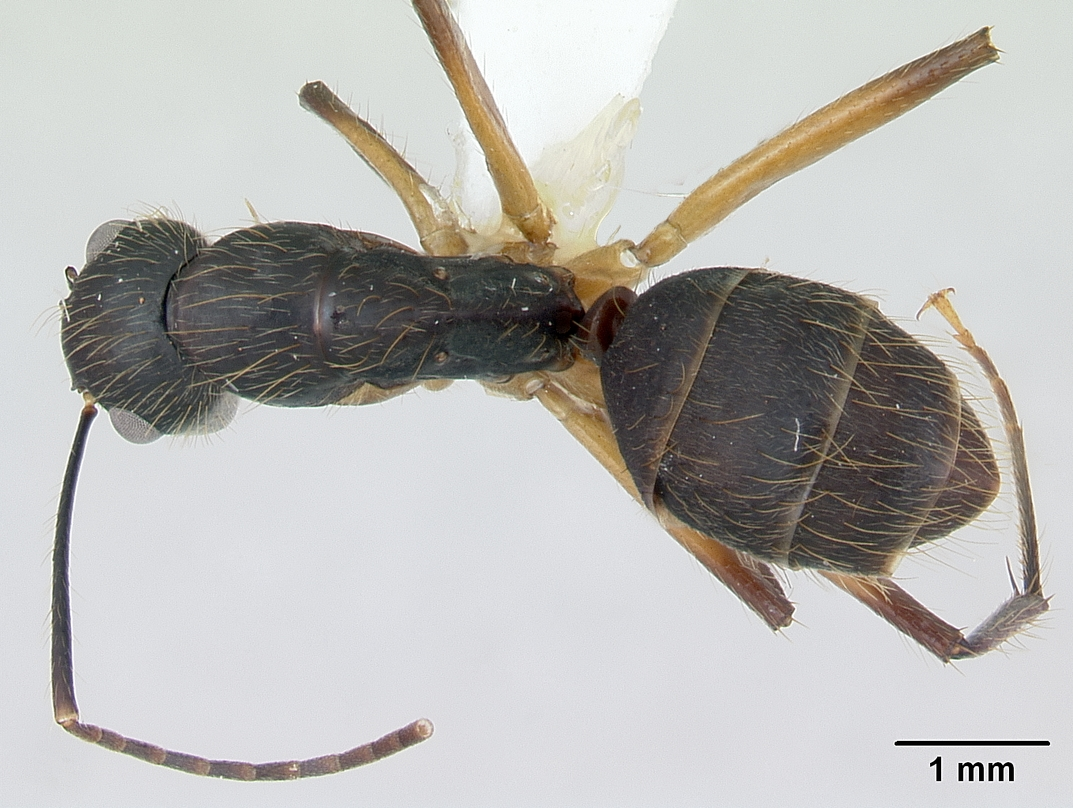
Рабочий
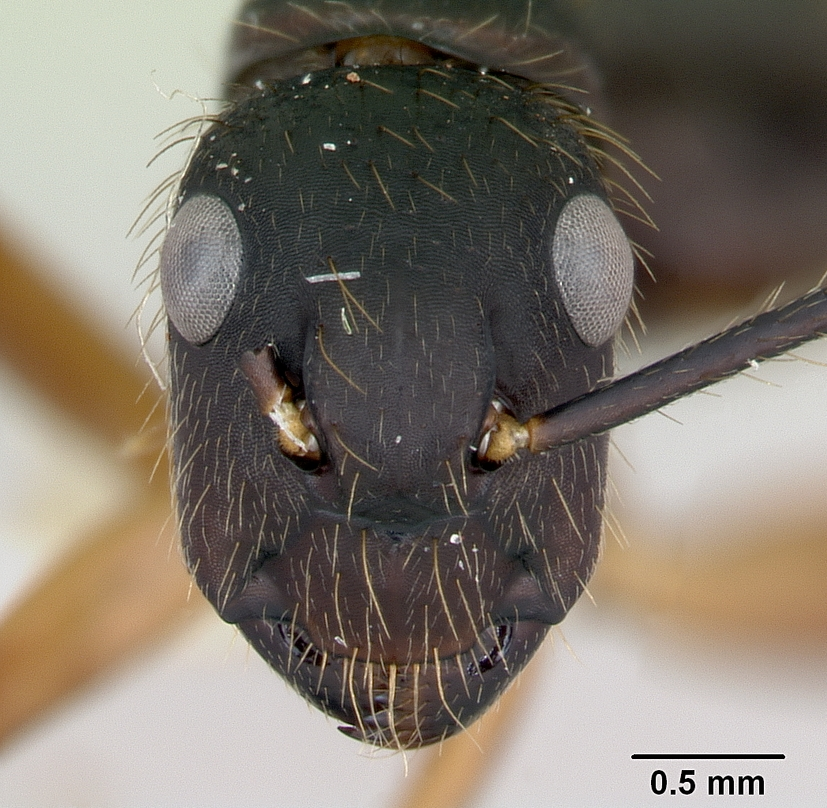
Рабочий